# Hyloxalus pulchellus
Hyloxalus pulchellus es una especie de anfibio anuro de la familia Dendrobatidae.

## Distribución geográfica
Esta especie habita entre los 1590 y 2970 m de altitud:
- en Colombia en los departamentos de Cauca y Nariño en la Cordillera Central;
- en el Ecuador en las provincias de Sucumbíos, Napo y Tungurahua en la vertiente oriental de la Cordillera Oriental.[4]

## Descripción
Los machos miden de 17.3 a 21.5 mm y las hembras de 19.6 a 24.4 mm.

## Publicación original
- Jiménez de la Espada, 1875 : Vertebrados del viaje al Pacifico : verificado de 1862 a 1865 por una comisión de naturalistas enviada por el Gobierno Español : batracios, p. 1-208[5]